# NSB BM 93
De BM / BMC 93 ook wel Talent genoemd is een dieselelektrisch treinstel, een zogenaamde lichtgewichttrein met lagevloer-deel voor het regionaal personenvervoer van de Norges Statsbaner (NSB).

## Geschiedenis
De Noorse spoorwegmaatschappij Norges Statsbaner (NSB) plaatse i 1997 bij Bombardier Transportation een order voor 15 treinstellen voor de niet-geëlektrificeerde trajecten. Deze werden in de perioden 2000-2002 afgeleverd. 

## Constructie en techniek
Het treinstel is opgebouwd uit een aluminium frame. Het treinstel is uitgerust met luchtvering. Er kunnen tot drie eenheden gekoppeld worden. Om meer comfort op lange afstand te bieden werd kantelbaktechniek toegepast.

### Nummers
- BM 93.01 - BCM 93.51
- BM 93.02 - BCM 93.52
- BM 93.03 - BCM 93.53
- BM 93.04 - BCM 93.54
- BM 93.05 - BCM 93.55
- BM 93.06 - BCM 93.56
- BM 93.07 - BCM 93.57
- BM 93.08 - BCM 93.58
- BM 93.09 - BCM 93.59
- BM 93.10 - BCM 93.60
- BM 93.11 - BCM 93.61
- BM 93.12 - BCM 93.62
- BM 93.13 - BCM 93.63
- BM 93.14 - BCM 93.64
- BM 93.15 - BCM 93.65

## Treindiensten
Doordat naar mening van het publiek het comfort lager was dan de oude door een locomotief getrokken treinen, besloot de NSB op 14 februari 2007 de treinstellen tussen Bodø en Trondheim Nordlandsbanen te vervangen door treinen bestaande uit een locomotief en rijtuigen.
De treinen werden door de Norges Statsbaner (NSB) op de volgende trajecten ingezet:
- Nordlandsbanen, Bodø - Trondheim
- Raumabanen, Åndalsnes - Dombås
- Rørosbanen, Trondheim - Hamar

Sinds 8 juni 2020 wordt het personenvervoor op deze lijnen uitgevoerd door SJ Norge.

## Foto's

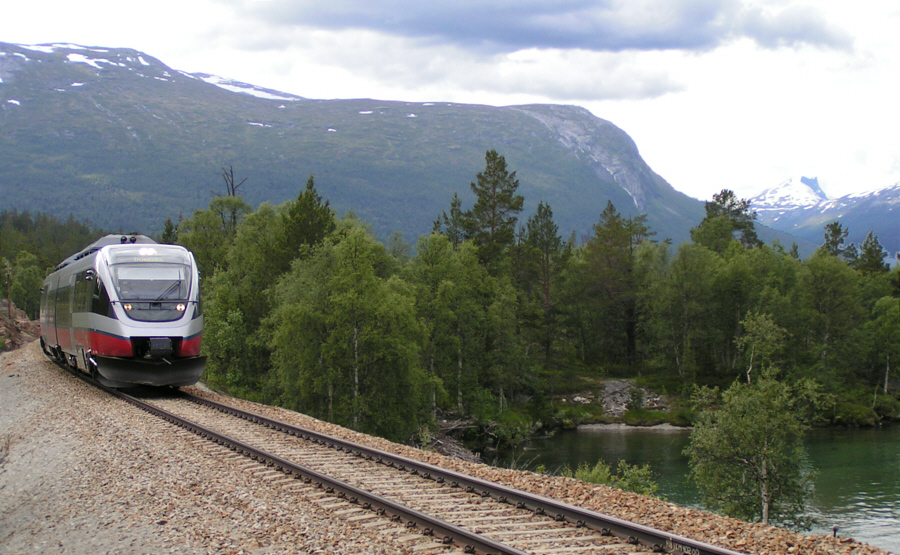
NSB BCM 93.57 bij Bjorli aan de Raumabanen, zomer 2004
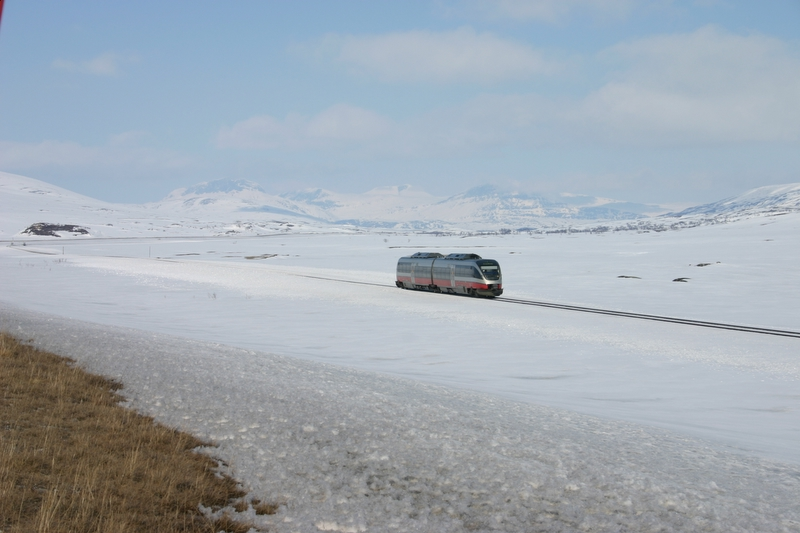
Saltfjellet op de Nordlandsbanen bij de E6
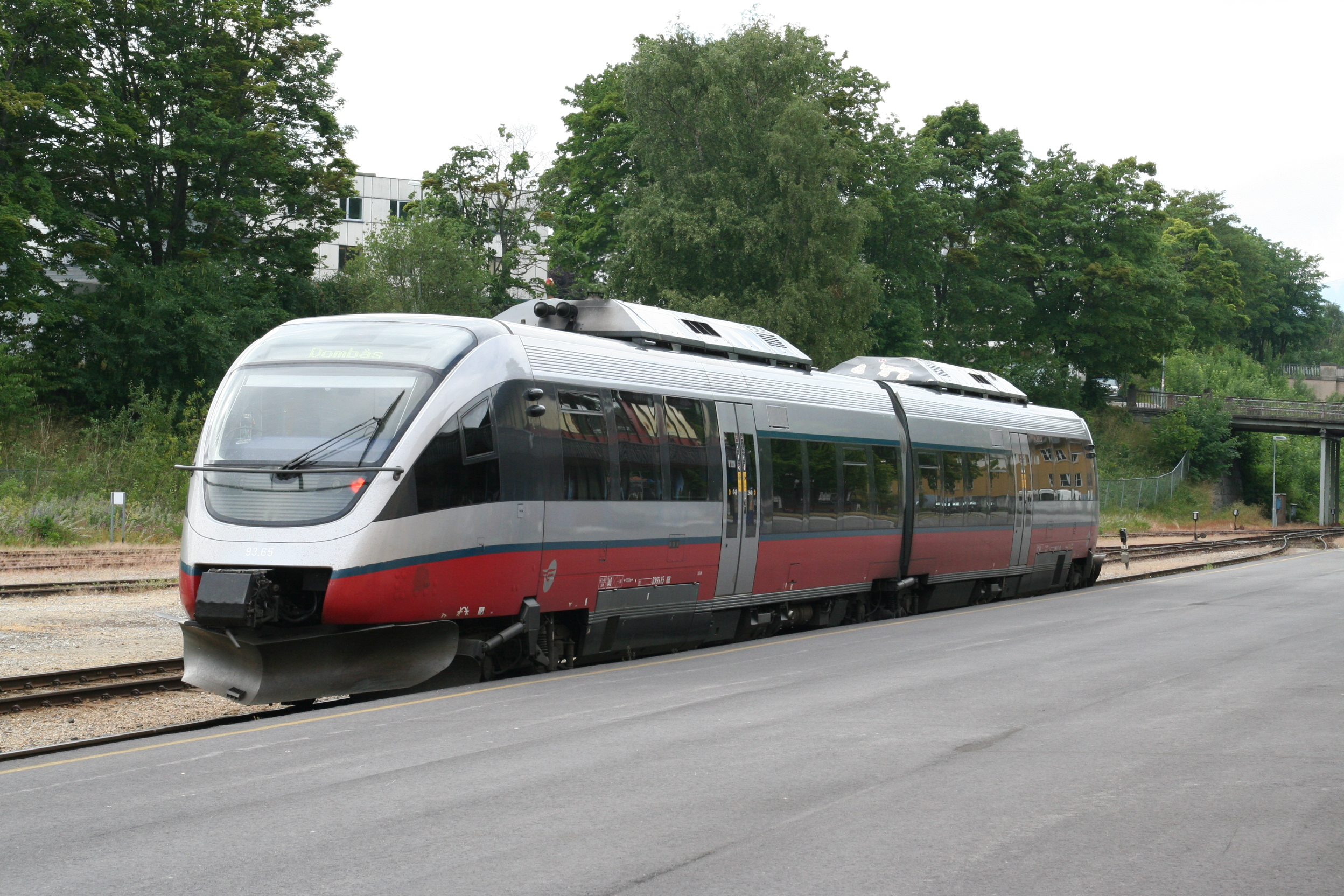
8 juni 2007 te Åndalsnes
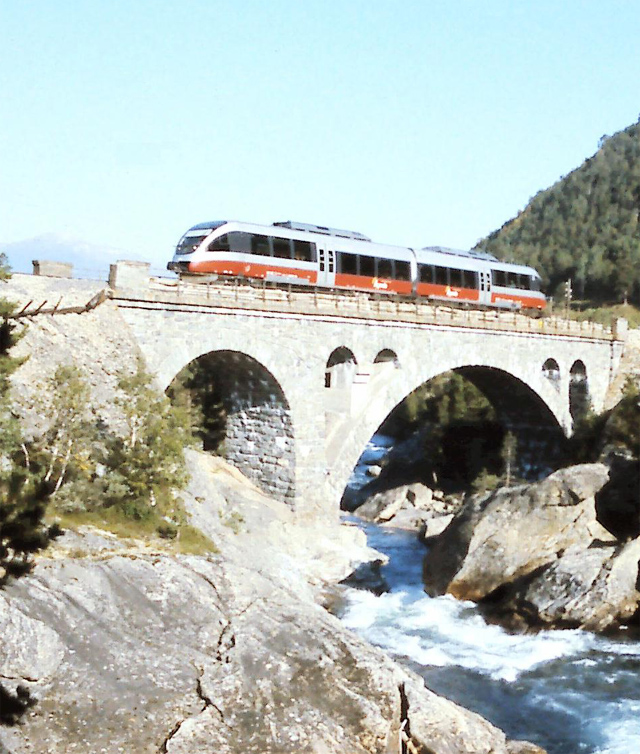
NSB BM 93.11 op 24 augustus 2002 brug over de Stuguflåtbrua op de Raumabanen bij Bjorli